# Giosuè (coro)
Giosuè (in russo Иисус Навин?, Iisus Navin) è una composizione per solisti, coro e pianoforte di Modest Petrovič Musorgskij.

## Storia della composizione
L'opera fu composta da Musorgskij tra il 1874 ed il 1877, rielaborando il Canto di guerra dei Libici del primo atto della sua opera incompiuta Salammbô. La versione originale di Musorgskij per solisti, coro e pianoforte fu poi revisionata ed orchestrata da Nikolaj Rimskij-Korsakov, che la fece pubblicare da Bessel nel 1883. L'originale di Musorgskij venne pubblicato invece nel 1939.

## Struttura della composizione
Il testo fu scritto dal compositore stesso basandosi sul Libro di Giosuè: canta la conquista della Terra Promessa da parte del popolo d'Israele sotto la guida di Giosuè.